# Nossa Senhora da Vitória (nau de 1720)
A Nossa Senhora da Vitória foi uma nau de linha de 64 peças da Marinha Portuguesa, lançada ao mar em Lisboa em 17 de Setembro de 1720.

## História
A nau foi construída pelo construtor naval inglês William Warden, na Ribeira das Naus, em Lisboa, e lançada ao mar numa terça-feira, 17 de Setembro de 1720.

## Destino
Na noite de 3 de Janeiro de 1730, numa terça-feira, ocorreu um acidente que incendiou a nau no porto de Lisboa, no Tejo, quando voltava de correr a costa e ainda era comandada pelo capitão de mar e guerra João Guilherme Hartley.
«A causa do incêndio da nau Vitória que era a melhor que El-Rei tinha, e das primeiras que o mestre inglês fabricou, se entende que foi uma vela que ficou no paiol do biscoito; dela se não livrou mais que algum ferro, ou bronze em pastas. Um capitão de mar e guerra se ofereceu com seus marinheiros a salvá-la, mas como se lhe não aceitou a proposta e o chamavam quando não tinha remédio, deu só o conselho de que metessem o navio a pique, porque seria fácil tirá-lo, salvando a artilharia, e apagando-se no mar o fogo, o enviado de Inglaterra passou um ofício justificando o referido.»